# ستيفاني دريك
ستيفاني دريك (بالإنجليزية: Stephanie Drake)‏ هي ممثلة أمريكية، ولدت في القرن العشرين.

## وصلات خارجية
- ستيفاني دريك على موقع IMDb (الإنجليزية)